# Smooth (Lied)
Smooth (englisch für „Glatt“) ist ein Lied der US-amerikanischen Rockband Santana aus dem Jahr 1999, in Zusammenarbeit mit dem US-amerikanischen Rockmusiker Rob Thomas.

## Entstehung und Veröffentlichung
Das Lied wurde vom Interpreten Rob Thomas, zusammen mit dem Koautoren Itaal Shur, geschrieben. Für die Produktion zeichnete Matt Serletic verantwortlich. Smooth wurde ursprünglich von Shur unter dem Arbeitstitel „Room 17“ konzipiert. Das Stück wurde ohne Text an Thomas gegeben, der den Text und die Melodie umschrieb, ihn in Smooth umbenannte und eine Demo aufnahm. Nachdem Carlos Santana das Lied gehört hatte, beschloss er, Thomas die endgültige Version aufnehmen zu lassen. Thomas hatte ursprünglich im Sinn, mit George Michael das Lied zu singen.
Die Erstveröffentlichung von Smooth erfolgte am 14. Juni 1999 bei Arista Records, als Teil des 18. Santana-Studioalbums Supernatural (Katalognummer: 07822 19080 2). Einen Tag später erschien das Lied zunächst als Airplay, ehe es am 29. Juni 1999 als erste Singleauskopplung aus dem Album erschien. Diese erschien als CD-Maxi-Single mit drei verschiedenen Versionen des Liedes (Katalognummer: 74321684052). Im Laufe des Jahres erschien weitere Singleausführungen, darunter eine 2-Track-CD-Single (Katalognummer: 74321 68406 2) und einer Remix-Maxi-Single (Katalognummer: 722 67 2).

## Musikvideo
Das dazugehörige Musikvideo entstand unter der Regie von Marcus Raboy. Zu Beginn von diesem läuft Rob Thomas an einem Paar, das in einem Cabriolet sitzt, vorbei und sieht die Beifahrerin an. Danach werden die Instrumente für ein Konzert in der Stadt aufgebaut und für den Rest des Videos bieten Rob Thomas und die Mitglieder von Santana das Lied auf der Bühne in der Stadt dar.

## Rezeption
Bei den Grammy Awards 2000 gewann das Lied in den Kategorien Aufnahme des Jahres, Song des Jahres und Beste Pop-Zusammenarbeit mit Gesang.

## Kommerzieller Erfolg

### Chartplatzierungen
| ChartsChartplatzierungen       | Höchstplatzierung | Wochen |
| ------------------------------ | ----------------- | ------ |
| Deutschland (GfK)              | 21 (22 Wo.)       | 22     |
| Österreich (Ö3)                | 9 (14 Wo.)        | 14     |
| Schweiz (IFPI)                 | 18 (22 Wo.)       | 22     |
| Vereinigte Staaten (Billboard) | 1 (58 Wo.)        | 58     |
| Vereinigtes Königreich (OCC)   | 3 (11 Wo.)        | 11     |

| ChartsJahrescharts (1999)      | Platzierung |
| ------------------------------ | ----------- |
| Vereinigte Staaten (Billboard) | 19          |

| ChartsJahrescharts (2000)      | Platzierung |
| ------------------------------ | ----------- |
| Schweiz (IFPI)                 | 95          |
| Vereinigte Staaten (Billboard) | 2           |

### Auszeichnungen für Musikverkäufe
| Land/Region                  | Auszeichnungen für Musikverkäufe (Land/Region, Auszeichnung, Verkäufe) | Verkäufe  |
| ---------------------------- | ---------------------------------------------------------------------- | --------- |
| Australien (ARIA)            | 2× Platin                                                              | 140.000   |
| Neuseeland (RMNZ)            | 2× Platin                                                              | 60.000    |
| Vereinigte Staaten (RIAA)    | Platin (Physisch) · + Gold (Digital)                                   | 1.500.000 |
| Vereinigtes Königreich (BPI) | Platin                                                                 | 600.000   |
| Insgesamt                    | 1× Gold · 6× Platin ·                                                  | 2.300.000 |

Hauptartikel: Carlos Santana/Auszeichnungen für Musikverkäufe

## Coverversionen
- 2009: Escape the Fate (Album: Punk Goes Pop, Vol. 2)
- 2010: MuSix (Album: 60:40 – A Cappella Live)
- 2016: Leo Moracchioli (Album: Leo Metal Covers, Vol. 15)